# Liga Nacional de waterpolo 1970
La temporada 1970 fue la 5.ª edición de la Liga Nacional de waterpolo de España.
Participaron ocho clubes, seis de ellos catalanes (cinco de Barcelona) y dos castellanos (ambos de Madrid). El Club Natació Barceloneta logró un hito histórico al proclamarse campeón por primera vez, rompiendo la hegemonía mantenida durante 68 años por el Club Natació Barcelona.
En la 13.ª jornada el CN Barcelona batió el récord goleador histórico de la competición al vencer al CD Parque Móvil por 19—0.

## Sistema de competición
La competición fue organizada por la Federación Española de Natación. Como en temporadas precedentes, tomaron parte ocho equipos, integrados en un grupo único. Siguiendo un sistema de liga, los ocho equipos se enfrentaron todos contra todos en dos ocasiones, una en su piscina local y otra como visitantes.
La clasificación final se estableció con arreglo a los puntos obtenidos en cada enfrentamiento, a razón de dos por partido ganado, uno por empatado y ninguno en caso de derrota. 

### Efectos de la clasificación
El equipo que más puntos sumó al final del campeonato fue proclamado campeón de liga y obtuvo el derecho automático a participar en la siguiente edición de la Copa de Europa de waterpolo. Dado que la Liga Nacional tenía una única categoría, no hubo ascensos ni descensos.

## Clasificación
| Pos. | Equipo          | Pt | P.J. |
| ---- | --------------- | -- | ---- |
| 1    | CN Barceloneta  | 14 | 27   |
| 2    | CN Barcelona    | 14 | 24   |
| 3    | CN Montjuïc     | 14 | 21   |
| 4    | CN Pueblo Nuevo | 14 | 15   |
| 5    | CN Cataluña     | 14 | 12   |
| 6    | CN Tarrasa      | 14 | 10   |
| 7    | Canoe NC        | 14 | 5    |
| 8    | CD Parque Móvil | 14 | 0    |

Fuente: «El Mundo Deportivo»
|  | Campeón de liga y clasificado para la Copa de Europa 1970-71 |

## Máximos goleadores
| Pos. | Nombre      | Equipo          | Goles |
| ---- | ----------- | --------------- | ----- |
| 1.   | Juan Rubio  | CN Barcelona    | 29    |
| 2.   | José Ruiz   | CN Barceloneta  | 27    |
|      | Jose Padrós | CN Pueblo Nuevo | 27    |

Fuente: La Vanguardia

## Plantilla del campeón
Jugadores del CN Barceloneta durante la temporada 1970:
| - Eduard Arruga - Genaro Bosque - Joan Fortuny | - Lolo Ibern - Vicent Monsonís - Alfons Cànovas | - Josep Ruiz Orlando - Antoni Culebras - Antoni Esteller | - Luis Cillero - Pedro Espinosa |